# Mordellistena smithi
Mordellistena smithi es una especie de coleóptero de la familia Mordellidae. Mide 3,5 mm.

## Distribución geográfica
Habita en Estados Unidos.